# Linfedema

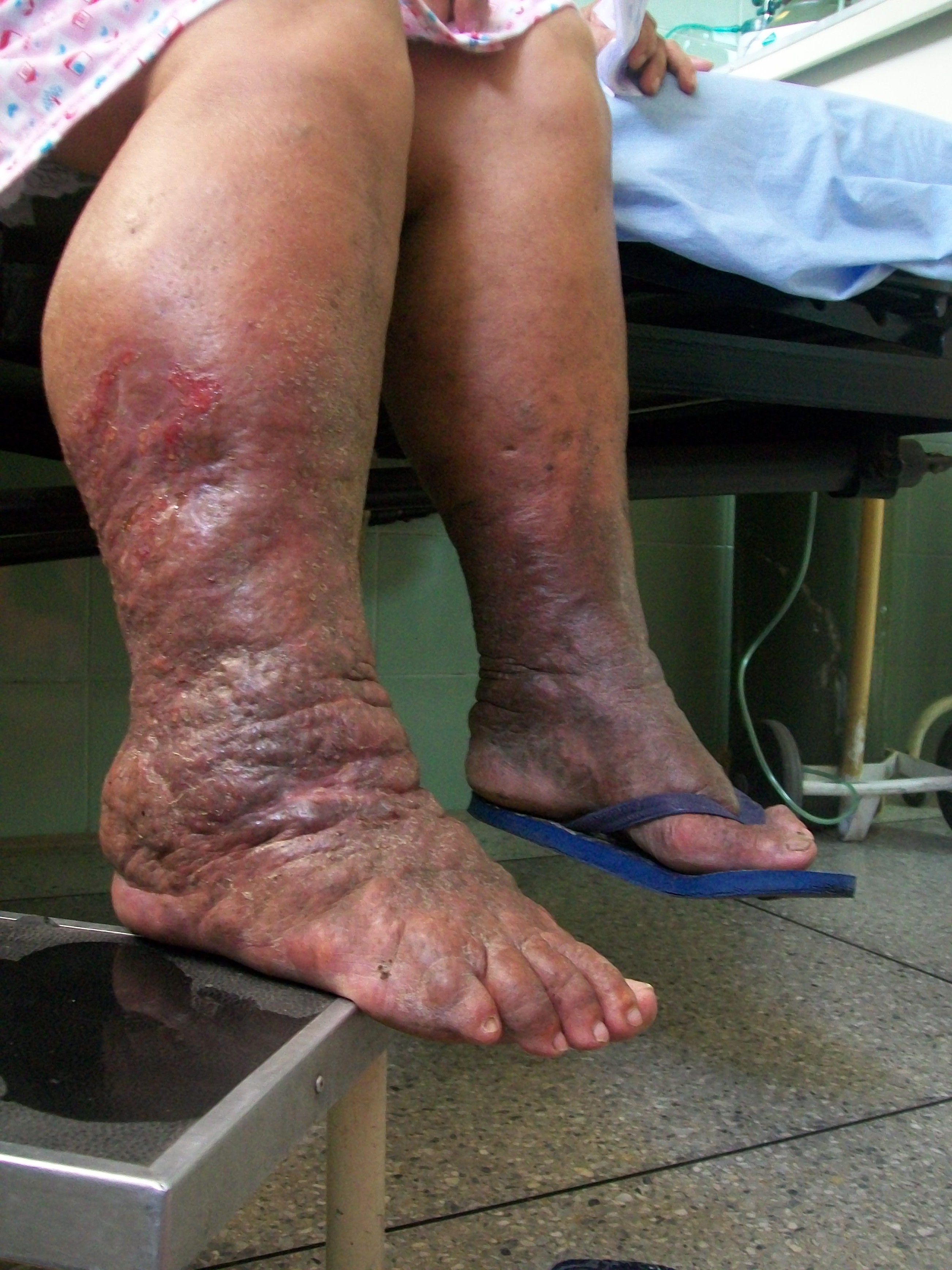

Il linfedema è una condizione patologica cronica contraddistinta dall'anormale accumulo di linfa nello spazio interstiziale. Tale accumulo è il risultato di un sovraccarico funzionale del sistema linfatico in cui la quantità di linfa, liquido ricco di proteine, supera le capacità di drenaggio del sistema linfovascolare con conseguente accumulo nell’interstizio.
Clinicamente, il linfedema si presenta come un incremento del volume dell’arto o porzione corporea affetta. Sebbene questa condizione clinica risulti associata ad un danno funzionale, psicologico e sociale consistente, ad oggi (2022) non esiste una cura. D’altro canto, trattamenti riabilitativi specifici hanno dimostrato ridurre notevolmente il volume dell’arto e migliorare la qualità di vita dei pazienti che soffrono di linfedema.

## Epidemiologia
L'incidenza maggiore la si ha intorno alla metà della terza decade di età, esistono le forme precoci (se dovesse manifestarsi durante l'adolescenza o addirittura alla nascita) e tardive (se dovesse mostrarsi in seguito), il sesso femminile per il linfedema inferiore è il più colpito, per il resto non si mostrano differenze nei sessi.

## Classificazione
Secondo la classificazione di Kinmonth e Taylor del 1957 il linfedema può essere classificato in:
- Primario: cioè conseguente ad una patologia congenita e/o ereditaria che determina un’anomalia nello sviluppo del sistema linfatico. È una condizione progressiva e incurabile piuttosto rara, infatti colpisce 1 individuo ogni 100 000 persone e nel 92% dei casi coinvolge gli arti inferiori[8].
- Secondario: è determinato da un’insufficienza meccanica secondaria a diversi agenti causali (interventi chirurgici, terapia radiante, traumi, infezioni, ostruzione tumorale o altri eventi), i quali determinano alterazioni dei linfonodi e/o dei vasi del sistema linfatico, alterando in maniera irreversibile la sua capacità di trasporto[9].

## Tipologia
Esistono varie forme derivanti dal livello di gravità della stessa:

### Edema linfatico primario
Le forme primarie (non derivate) sono formate da anomalie congenite del sistema linfatico, queste possono essere di varia natura (morfologiche e funzionali)
- Edema linfatico congenito, in tale forma si ritrova anche la malattia di Milroy
- Edema linfatico precoce
- Edema linfatico tardivo

Il linfedema primario coinvolge prevalentemente, ma non esclusivamente, gli arti inferiori.
Mancano dati precisi sulla diffusione del linfedema primario ma la sua incidenza annuale è stimata intorno a 1,5/100 000 soggetti di età inferiore ai 20 anni.
Nonostante la causa sia una alterazione congenita delle vie linfatiche, l'edema è solo molto raramente presente sin dalla nascita. Nella maggior parte dei casi il suo esordio avviene entro i 35 anni (insorgenza precoce), con un picco di comparsa intorno ai 17 anni; non è rara tuttavia è la sua insorgenza dopo i 35 anni (insorgenza tardiva). Colpisce prevalentemente il sesso femminile (rapporto femmine:maschi, 7:1) e coinvolge nella metà dei casi un solo arto mentre un interessamento bilaterale è riscontrabile soltanto nel 25% dei casi.

### Edema linfatico secondario
L'ostruzione, causa del linfedema, viene causata da un'altra malattia, sovente si tratta di forme tumorali ma possono essere dovute a adenopatie, sindrome postflebitica, linfangite.
Il linfedema si manifesta dopo il trattamento chirurgico di asportazione di linfonodi e/o la radioterapia effettuate per una malattia neoplastica.
Nonostante il miglioramento delle tecniche chirurgiche, sempre meno invasive, e radioterapiche l'incidenza del linfedema rimane significativa: nelle persone operate per tumore al seno circa il 25% di coloro che hanno subito una asportazione dei linfonodi ascellari e anche il 5% di coloro che hanno subito l'asportazione del linfonodo sentinella, possono presentare un linfedema clinicamente rilevante negli anni successivi. Tale incidenza è addirittura superiore, intorno al 40 %, delle persone sottoposte ad interventi di asportazione dei linfonodi inguinali, pelvici ed addominali come effettuato in caso di tumori in campo ginecologico e urinario. Queste percentuali aumentano significativamente se, oltre all'asportazione dei linfonodi, si rende necessario anche un trattamento radioterapico.
La comparsa del linfedema è molto precoce solo in pochi casi mentre, solitamente, insorge nel corso dei primi 2-3 anni dalle cure chirurgiche; in diversi casi può comparire anche dopo molti anni dall'intervento.
Il linfedema dell'arto superiore compare infatti nel 60% dei casi entro 2 anni dall'intervento e l'80% entro 5 anni, mentre il linfedema dell'arto inferiore compare nell'80% dei casi entro 1 anno dall'intervento.

#### Linfedema secondario a tumore mammario
Il linfedema secondario al tumore mammario è una delle cause più comuni di linfedema secondario e interessa principalmente l’arto superiore, nonostante possa colpire anche spalle e collo. In una revisione sistematica che includeva 72 differenti studi con un totale di 29612 donne si è evidenziato che il rischio di sviluppare linfedema è di circa il 17%. Negli ultimi anni il linfedema all’arto superiore secondario a tumore mammario sta recentemente emergendo come importante problema di salute per via del costante incremento dell’aspettativa di vita di queste pazienti.
Ad oggi non ci sono strumenti che valutino a priori il rischio di sviluppare linfedema in seguito a tumore mammario. Tuttavia, tra i principali fattori di rischio per lo sviluppo di linfedema secondario al tumore mammario troviamo obesità, caratteristiche tumorali, dissezione dei linfonodi ascellari, radioterapia e alcuni tipi di chemioterapia.

## Sintomatologia
Fra i sintomi e i segni clinici si riscontrano dolore (da un leggero dolore quando la parte viene pizzicata ad un dolore più persistente), facile affaticamento degli arti interessati, diminuzione della normale mobilità di questi, vi possono essere anche disturbi psicologici per via del disagio subito. Viene impedito il segno di Stemmer, fra le complicanze si ritrova l'ipercheratosi.

## Stadiazione
La stadiazione del linfedema secondo l’International Society of Lymphology include 5 stadi basati sulla consistenza e reversibilità dell’incremento volumetrico che caratterizza la patologia.
- Stadio 0: stato di edema “sub-clinico” in cui non viene osservato alcun incremento di volume nonostante il trasporto linfatico sia già alterato. In questa fase non vi sono segni clinici di linfedema perché la ridotta capacità di trasporto supera il carico linfatico dei tessuti. Alcuni pazienti possono riportare una sensazione di pesantezza nell’arto, ma generalmente sono asintomatici. Strategie di prevenzione possono giocare un ruolo importante nel prevenire il peggioramento della patologia[17].
- Stadio 1: in questa fase il linfedema viene definito “reversibile”, infatti l’elevazione prolungata dell’arto può portare alla completa risoluzione dell’edema clinicamente evidente entro 24 ore[9].
- Stadio 2: fase in cui l’elevazione dell’arto solo raramente riduce l’incremento volumetrico e il linfedema viene definito “spontaneamente irreversibile” in quanto è caratterizzato da fibrosi intradermica, dovuta alla deposizione delle proteine e all’attivazione dei fibroblasti. Si percepisce, dunque, una riduzione dell’elasticità del tessuto[17].
- Stadio 3: è lo stadio più grave di linfedema associato ad un significativo aumento della fibrotizzazione e dell’incremento del volume del tessuto, il quale diviene duro per l’accumulo di materiale adiposo e per le alterazioni fibrotiche che ne modificano la consistenza[18][19]. Si può associare ad alterazioni cutanee come ispessimento della cute, iper-pigmentazione, aumento delle pieghe e depositi di tessuto adiposo[9]. In questa fase sono più frequenti le infezioni batteriche e funginee della pelle e delle unghie a causa della diminuita capacità del sistema immunitario di rispondere all’attacco di batteri esterni[17].

Sebbene non sia una componente del sistema di stadiazione del linfedema, le differenze volumetriche comparative tra l’arto affetto e l’arto sano possono essere utilizzate come supplemento per caratterizzare ulteriormente la gravità di ogni stadio. La gravità minima rappresenta una situazione in cui l’arto con gonfiore ha un volume misurato fino al 20% maggiore dell’arto non affetto; la gravità moderata indica una situazione tra il 20% e il 40%; mentre una differenza maggiore del 40% è considerata grave. Non esiste attualmente un sistema formale per la classificazione della gravità del linfedema negli arti bilaterali, nella testa, collo, tronco o genitali.

## Fisiopatologia
È una condizione clinica progressiva che comincia con un elevato ristagno di proteine nell'interstizio per mancato drenaggio e si complica con la comparsa di edema, che porta ad un'infiammazione cronica che coinvolge i macrofagi. Pertanto, esteticamente, a seconda della gravità fisica e congenita del soggetto colpito dalla patologia, si riscontrerà una maggiore o minore sproporzione tra la parte interessata ed il resto del corpo, mostrando le parti infiammate come tendenzialmente informi, facendole assomigliare ad un blocco unico con la progressiva scomparsa della loro naturale definizione. Quindi, questa condizione medica coinvolge anche soggetti normopeso e non necessariamente obesi come si potrebbe supporre. A lungo andare, nel caso di mancate cure mediche e trattamenti adeguati, i tessuti tenderanno a fibrotizzarsi.

## Esami
- Radiologia, con la sua forma più specifica la linfografia. L'esame si avvale di un mezzo di contrasto che viene iniettato nell'organismo per fornire indicazioni più precise, ma vi sono alcune limitazione dell'evento che favoriscono l'uso di altri esami.
- Linfoscintigrafia, Gold standard diagnostico per lo studio del linfedema (International Society of Lymphology) rilevazione effettuata da gammacamera di albumina marcata con Tecnezio 99 e iniettata negli arti interessati a confronto.
- Linfangioscopia, dove si controlla lo stato di diffusione di un determinato colorante precedentemente iniettato, dato che in caso di linfedema il colorante non segue il normale percorso di propagazione.
- Biopsia, dove mostra lo stato della cute.

## Diagnosi
Fra le malattie simili bisogna comprendere le differenze con un flebedema, vi è una consistenza molle, al contrario del linfedema che può presentarsi anche come molto compatto. Vi possono essere problemi di identificazione della patologia relativa soprattutto all'inizio dell'insorgenza dove le varie differenze sono molto lievi, ma generalmente nelle donne si tratta di linfedema, accompagnato da cellulite dovuta a questo ristagno.
La diagnosi si basa generalmente su segni e sintomi, con i test utilizzati per escludere altre potenziali cause. Una diagnosi e una stadiazione accurata sono alla base di un corretto trattamento. La diagnosi viene eseguita attualmente sull'anamnesi, sull'esame obiettivo e sulle misurazioni degli arti. Durante l’esame obiettivo si può riscontrare la positività al segno della fovea e si valuta la plicabilità, cioè la capacità di sollevare i tessuti molli superficiali in pliche.
Al completamento dell’esame obiettivo si esegue una foto digitale seguita da una accurata misurazione dell’arto linfedematoso che permette di oggettivare la differenza di volume riscontrabile durante l’esame obiettivo.
Il gold standard per la valutazione volumetrica, cioè il water displacement, non è facilmente applicabile nella pratica clinica. Questo metodo prevede l’immersione del braccio affetto dentro a una vasca graduata piena d’acqua. Il volume dell’arto, per il principio di Archimede, sarà uguale al volume di acqua spostato. La misurazione centimetrica delle circonferenze dell’arto è la metodica ad oggi più utilizzata, essendo immediata e poco costosa. Recentemente, strumenti come il Perometer o laser scanner tridimensionali sono stati introdotti in ambito clinico per poter implementare la precisione e la riproducibilità delle misurazioni, tuttavia risultano utilizzate solamente in centri specializzati.
Per quanto riguarda gli esami per la definizione diagnostica del linfedema, quello di prima scelta è rappresentato dalla linfoscintigrafia, esame minimamente invasivo e facilmente ripetibile: si esegue iniettando a livello sottocutaneo uno specifico tracciante radioattivo (tecnezio99). La rilevazione successiva da parte della gamma camera, che evidenzia la distribuzione del tracciante per tutto il sistema linfatico loco-regionale, fornisce indicazioni importanti dal punto di vista morfo-funzionale per la definizione diagnostica, l’indirizzo terapeutico e la prognosi del singolo caso.

## Terapia
Il trattamento non chirurgico prevede linfodrenaggio manuale, bendaggio elastocompressivo e l'utilizzo di tutori elastici definitivi. Come farmaci si somministrano:
- Bioflavonoidi (che aumentano l'attività dei macrofagi)
- Benzopironi (esempio la cumarina)
- Corticosteroidi (che riescono a ridurre la proliferazione fibroplastica)
- Antibiotici (utili soprattutto nella profilassi)
- Betula verrucosa linfa MG

Come trattamento chirurgico si osservano:
- Microchirurgia derivativa o ricostruttiva
- Liposuzione

Va tenuto a mente che curare il linfedema non significa guarirlo. Attualmente non esistono cure definitive; questo comporta il fatto che in casi non eccessivamente avanzati, in cui si ha un miglioramento complessivo della parte interessata, il soggetto necessiterà di una terapia di controllo per tutta la durata della sua vita, impedendo così al sintomo di ripresentarsi degenerando pericolosamente.
La terapia nel linfedema parte comunque dalla prevenzione, volta a ridurre lo sviluppo o l’aggravarsi della patologia e le complicanze ad essa associate. I pazienti ad alto rischio vengono invitati a monitorare cambiamenti di dimensione, colore e temperatura del braccio affetto. Devono sempre prestare molta attenzione all’igiene del braccio malato per prevenire infezioni. Infatti, con l’alterazione del circolo linfatico viene alterato anche il ruolo di difesa immunitaria da esso mediato. Questo predispone a infezioni come episodi di celluliti che possono guarire con difficoltà e recidivare. Anche per questo è importante prevenire lesioni di continuo della cute.
Si consiglia inoltre di tenere elevato il braccio in quanto la gravità può favorire la riduzione di volume dell’arto soprattutto nei primi stadi di linfedema È poi raccomandato un adeguato controllo del peso in quanto sia l’obesità che il guadagno di peso sono fattori che influenzano sia lo sviluppo che la gravità del linfedema
Sebbene il linfedema sia una patologia cronica per la quale non esiste una cura, un trattamento riabilitativo specifico può essere utile a ridurre il volume dell’arto e migliorare la qualità di vita dei pazienti che soffrono di linfedema.
In particolare, la Terapia Completa Decongestionante (CDT: complete decongestive therapy) è considerata il “gold standard” della gestione del linfedema e si compone di vari trattamenti, tra cui la cura della pelle, esercizio fisico, linfodrenaggio manuale, pressoterapia e bendaggio linfologico multistrato. Nella gestione a lungo termine della patologia, indumenti elastocompressivi possono permettere il mantenimento a medio/lungo termine dei risultati dei trattamenti.
Le opzioni chirurgiche sono considerate quando il trattamento conservativo non porta a risultati soddisfacenti.

### Drenaggio linfatico manuale
Il drenaggio linfatico manuale è una metodica eseguita da un fisioterapista specializzato che permette, mediante specifiche pressioni superficiali, lo svuotamento dei capillari linfatici e la progressione della linfa dalle aree distali alle prossimali. Le tecniche Vodder e Leduc sono le due più utilizzate.Questo trattamento determina una riduzione del volume del braccio malato e un miglioramento della qualità di vita nei pazienti con linfedema, insieme a una riduzione del dolore e del senso di peso all’arto linfedematoso.
Possibili controindicazioni al trattamento sono infezioni che coinvolgano l’arto edematoso o trombosi venosa.

### Bendaggio linfologico multistrato
La terapia compressiva è una metodica che mediante bendaggio dell’arto favorisce una riduzione dei volumi che varia dal 17 al 60%. Il bendaggio viene effettuato utilizzando una calza tubolare che si pone a contatto della cute per dare più comfort e igiene. A quest’ultima si sovrappone un materiale di riempimento e infine bende a breve elasticità. La scarsa elasticità delle bende è fondamentale a mantenere alte le pressioni durante il movimento dell’arto. La contrazione muscolare, infatti, incrementa le pressioni all’interno del bendaggio anelastico promuovendo la riduzione del volume dell’arto. Un materiale inadatto o un bendaggio non effettuato adeguatamente possono aggravare l’edema.
Recentemente sono stati introdotti dei tutori compressivi autoadattivi che possono trovare un impiego in un percorso terapeutico integrato. Questi ultimi hanno il vantaggio di permettere al paziente un autotrattamento ed un mantenimento dei risultati nel tempo sia nel linfedema dell’arto superiore che inferiore.

### Pressoterapia sequenziale
La pressoterapia sequenziale è uno strumento utilizzato nel trattamento del linfedema composto da un manicotto pneumatico composto da diverse camere, che possono essere sovrapposte o non, in grado di promuovere il movimento della linfa. Le camere pneumatiche vengono gonfiate in modo sequenziale con aria a pressioni regolabili. Tali pressioni vengono trasmesse all’arto del paziente. Questo trattamento viene in genere proposto come aggiunta al trattamento di linfodrenaggio manuale e bendaggio. La durata e le frequenze dei trattamenti non sono ancora stati standardizzati.

### Esercizio
Nei pazienti affetti da linfedema l’esercizio va fortemente incoraggiato per via degli effetti positivi sul controllo del peso, sul benessere psicofisico, sulla fatigue, sulla forza muscolare, sulla funzione cardiovascolare e sull’articolarità dell’arto affetto. È sempre molto importante non sovraccaricare l’arto affetto e prediligere esercizi di tipo aerobico e a bassa resistenza. Gli esercizi di resistenza in particolare stimolano la pompa muscolare che favorisce il ritorno linfatico. Gli esercizi aerobici aumentano la pressione intra-addominale che facilita l’afflusso linfatico al dotto toracico. L’esercizio fisico è particolarmente efficace se effettuato dopo il bendaggio o indossando la guaina compressiva a trama piatta.
Alcuni studi hanno inoltre suggerito potenziali benefici dell'esercizio in acqua in pazienti affetti da linfedema a causa di potenziali effetti positivi della pressione idrostatica e di un effetto massaggiante dell'acqua sulla pelle.

### Chirurgia
Il trattamento del linfedema è solitamente conservativo, tuttavia il trattamento chirurgico può essere considerato in casi selezionati non responsivi.
Interventi escissionali come la liposuzione prevedono la rimozione dell’eccesso di cute, tessuto adiposo e fibroso e possono aiutare a migliorare l'edema cronico ed il danno estetico da esso derivante.
Tecniche di microchirurgia come le anastomosi linfovascolari o procedure di transfer tissutale si pongono invece come obiettivo quello di ripristinare il flusso linfatico. Queste terapie sono da considerarsi in casi selezionati e possono avere un ruolo sinergico con il trattamento riabilitativo conservativo.

### Indumenti elastocompressivi
Rappresentano un tassello chiave della fase di mantenimento a lungo termine dei risultati ottenuti dal trattamento riabilitativo. Gli indumenti elastocompressivi sono generalmente a trama piatta e possono essere usati anche come profilassi o come parte integrante del primo trattamento. Il principio su cui si basa è lo stesso del bendaggio compressivo; è quindi sempre molto importante che il tessuto abbia una bassa elasticità. In genere gli indumenti elastocompressivi vengono utilizzati nelle ore diurne, mentre nelle ore notturne possono essere rimossi.